# Ponza
Pro stejnojmennou obec na ostrově viz Ponza (obec).

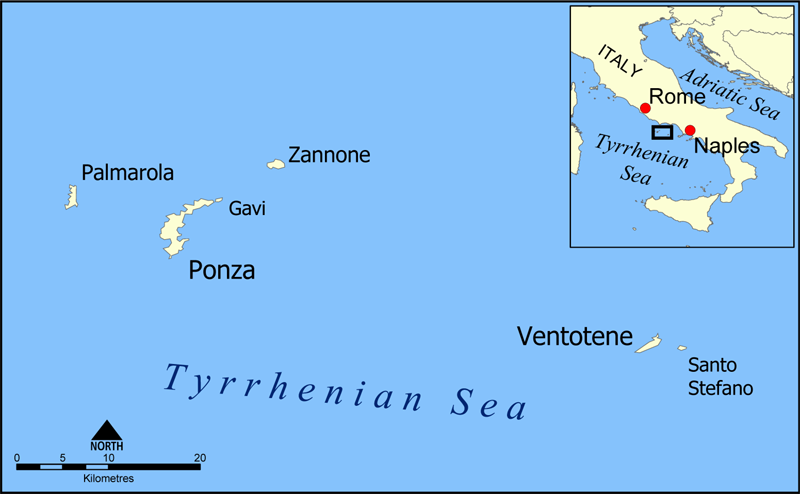
Ponza a Pontinské ostrovy.

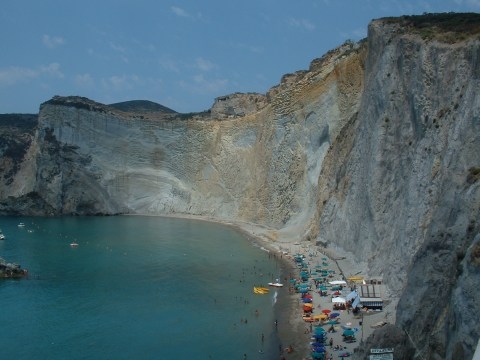
Nejoblíbenější pláž na Ponze, Chiaia di Luna.

Ponza (italsky Isola Di Ponza) je největším z italských Pontinských ostrovů, které se nacházejí 33 km jižně od mysu Circeo v Tyrhénském moři. Na ostrově se nachází stejnojmenná obec, která je součástí provincie Latina v Laziu.

## Geografie
Ponza je největší z Pontinských ostrovů, které tvoří zbytky vyhaslých sopek a jeho rozloha je 7,3 km². Ostrov má tvar půlměsíce s jedinou větší pláží - Spiaggia di Chiaia di Luna (Pláž půlměsíce) a několika malými plážemi, ukrytými na převážně skalnatém pobřeží, tvořeném skalami z kaolinu a tufu. Na ostrově se nachází mnoho pozoruhodných skalních formací, některé vypadají jako mnich, jiné jako obří pár kalhot (Arco Naturale O Spaccapolpi), další připomínají květinový záhon či trs hub.
Ostrov je proslulý svými Modrými jeskyněmi, které vytvořili Etruskové. Nejznámější jsou Hadí jeskyně a Římská galerie, což je starořímský tunel, který spojuje obec Ponza s písečnou pláží Chiaia di Luna na západní straně. Uprostřed ostrova jsou ruiny pohřebišť starých Egypťanů, Kananejců, Řeků a Féničanů. Na ostrově se také nachází několik malých obcí, jako např. Ponza, Santa Maria a Le Forna. Ponza se často zaměňuje s jinými blízkými ostrovy jako jsou Capri nebo Ischia, nicméně na Ponze se nevyskytuje aktivní sopečná činnost.

## Ekonomika
Obec Ponza je rybářským přístavem s dokem, schopným přijmout i velké lodě. Průmysl tvoří především turismus a stavba lodí, jejich oprava a rybaření. Ostrov je přístupný převozem (i pro automobily) a pěší se mohou dopravit také rychloloděmi. Převozy a lodě vyplouvají z Neapole, Terraciny, Formia a Anzia.
Kaolinový důl na severní straně ostrova byl již uzavřen. Ostrov má také mnoho zajímavých archeologických nalezišť. Napříč Ponzou vede silnice, je ovšem určena pouze pro malá auta.
Většina obyvatel, kteří zde žijí, chová králíky a kuřata. Mezi další chovaná zvířata patří kozy, ovce a holubi.

## Dějiny
Ostrov byl obydlen již v neolitických dobách. Podle legendy byl pojmenován podle římského prefekta Piláta Pontského, nicméně mnoho historiků s tím nesouhlasí a poukazují na to, že se jméno Pontia nachází již ve Strabónově Geografice. Není ovšem jisté, zda myslel Strabón právě ostrov Ponza.
V pradávných dobách byl ostrov nazýván Tyrrhenia. Legenda praví, že Ponza (resp. celé Pontinské souostroví) je to jediné, co zbylo z potopeného ostrova Tyrrhenia, což poněkud připomíná příběh o Atlantidě. Ponzu s pevninou údajně spojoval úzký pruh země, ale ten se společně s ostrovem propadl do moře a zanechal nad hladinou jen několik menších ostrovů. Podle pověsti bylo na ostrově Tyrrhenia velké město. Rozsáhlý archeologický průzkum z posledních let naznačuje, že by to mohla být pravda. Nebyl by to první případ, např. v přístavu Pozzuoli kleslo a zase vystoupilo dno přístavu za posledních 5000 let několikrát a nad hladinu vystoupily staré římské chrámy.
Ponzu poprvé kolonizovali Etruskové z Etrurie. Ostrov byl tehdy hustě zalesněný, ale v současnosti jsou stromy minulostí a kopce jsou pokryty terasovitými poli. Nejvyšší kopec na ostrově, Monte Guardia, má ale na svých svazích více než dvoumetrové zbytky hnijících kmenů pradávných stromů. Na terasovitých polích se pěstují vinné hrozny, opuncie a fíkovníky. Na ostrově je také několik promíchaných římských i etruských památek, často až 3000 let starých.
V roce 29 n. l. byl na Ponzu deportován starší Caligulův bratr Nero Caesar a o rok později byl zavražděn. Dvě z jeho sester (Aggripina mladší a Julia Livilla) byly poslány do exilu na ostrov o deset let později za účast na spiknutí proti Caligulovi, ale v roce 41 n. l. byly povolány zpět do Říma. Podle tradice byla na ostrov odsunuta také dcera císaře Augusta Julia starší. Přebývat měla v Palazzo Giulia (Juliin palác), který byl speciálně pro ni na ostrově postaven, nicméně staří historikové se o této události nezmiňují.
Ve středověku byl ostrov Ponza opuštěn kvůli neustálým nájezdům Saracénů a pirátů. Roku 1552 porazila flotila Osmanské říše pod vedením Turguta Reise (na Západě známého jako Dragut) nedaleko Ponzy španělskou flotilu Karla V., císaře Svaté říše římské, kterou vedl slavný janovský admirál Andrea Doria. V průběhu 18. století ostrov rekolonizovalo Neapolské království. Dnes je ostrov oblíbenou turistickou destinací.
Ostrov se v polovině 19. století stal součástí Italského království a nyní tvoří část Italské republiky. Vzhledem k odlehlosti ostrova sloužil Ponza často jako trestanecká kolonie. Za fašistického režimu sloužily ostrovy Ponza a Ventotene jako vězení pro nepohodlné oponenty režimu. Etiopský vůdce Ras Immiru, kterého Italové zajali v roce 1936, byl uvězněn v domě ve vesnici Santa Maria. Sám Mussolini byl několik týdnů vězněn na ostrově poté, co byl v 1943 svržen a zatčen.